# Francesco Janich
Francesco Janich (* 27. März 1937 in Udine; † 2. Dezember 2019 in Nemi) war ein italienischer Fußballspieler, der während seiner aktiven Laufbahn insgesamt 425 Spiele in der Serie A absolvierte und somit zu den Rekordspielern der italienischen Liga zählt. Janich spielte auf der Position des Liberos und lief auch für die italienische Fußballnationalmannschaft auf.

## Karriere
Francesco Janich begann seine Profi-Karriere bei Atalanta Bergamo, wo er am 16. September 1956 bei einer 0:2-Niederlage gegen die SSC Neapel sein Debüt in der Serie A gab. Während er in seiner ersten Saison nur zu sechs Einsätzen kam, setzte er sich im zweiten Jahr als Stammspieler durch. 1958 wechselte er zu Lazio Rom, wo er noch im selben Jahr die Coppa Italia gewann. 1961 entschied er sich für einen erneuten Wechsel, diesmal zum FC Bologna, wo er die längste und erfolgreichste Zeit seiner Karriere haben sollte. In insgesamt neun Spielzeiten brachte er es dort auf 294 Liga-Einsätze. In der Saison 1963/64 errang er mit seinem Club die italienische Meisterschaft, 1969/70 und 1973/74 die Coppa Italia.
Janich wurde im Jahr 1962 erstmals in die italienische Auswahl berufen, für die er am 2. Juni 1962 bei der 0:2-Niederlage gegen Chile debütierte. Obwohl er es nur auf insgesamt sechs Einsätze in der Squadra Azzurra brachte, nahm er an zwei Fußballweltmeisterschaften teil, 1962 in Chile und 1966 in England.
Für die italienische Serie A hält Janich bis heute einen kuriosen Rekord. Er spielte die meisten Spiele am Stück (425) ohne einen einzigen Torerfolg, ihm gelang somit in seiner gesamten Profi-Laufbahn kein einziges Tor.

## Erfolge
- Mitropapokal-Sieger: 1961
- Italienischer Meister: 1963/64
- Coppa-Italia-Sieger: 1958, 1969/70, 1973/74
- Englisch-italienischer Ligapokal-Sieger: 1970